# Mary Cassatt
Mary Stevenson Cassatt (Pittsburgh, 22 maggio 1844 – Château de Beaufresne, 14 giugno 1926) è stata una pittrice statunitense.
Visse molto tempo in Francia dove diventò amica e allieva di Degas, esponendo poi le proprie opere insieme a quelle degli artisti del movimento impressionista.
Cassatt realizzò molti dipinti che ritraggono la vita sociale e privata delle donne della sua epoca, ponendo una particolare attenzione all'intimo legame che si realizza tra le madri e i loro bambini.

## Infanzia e giovinezza

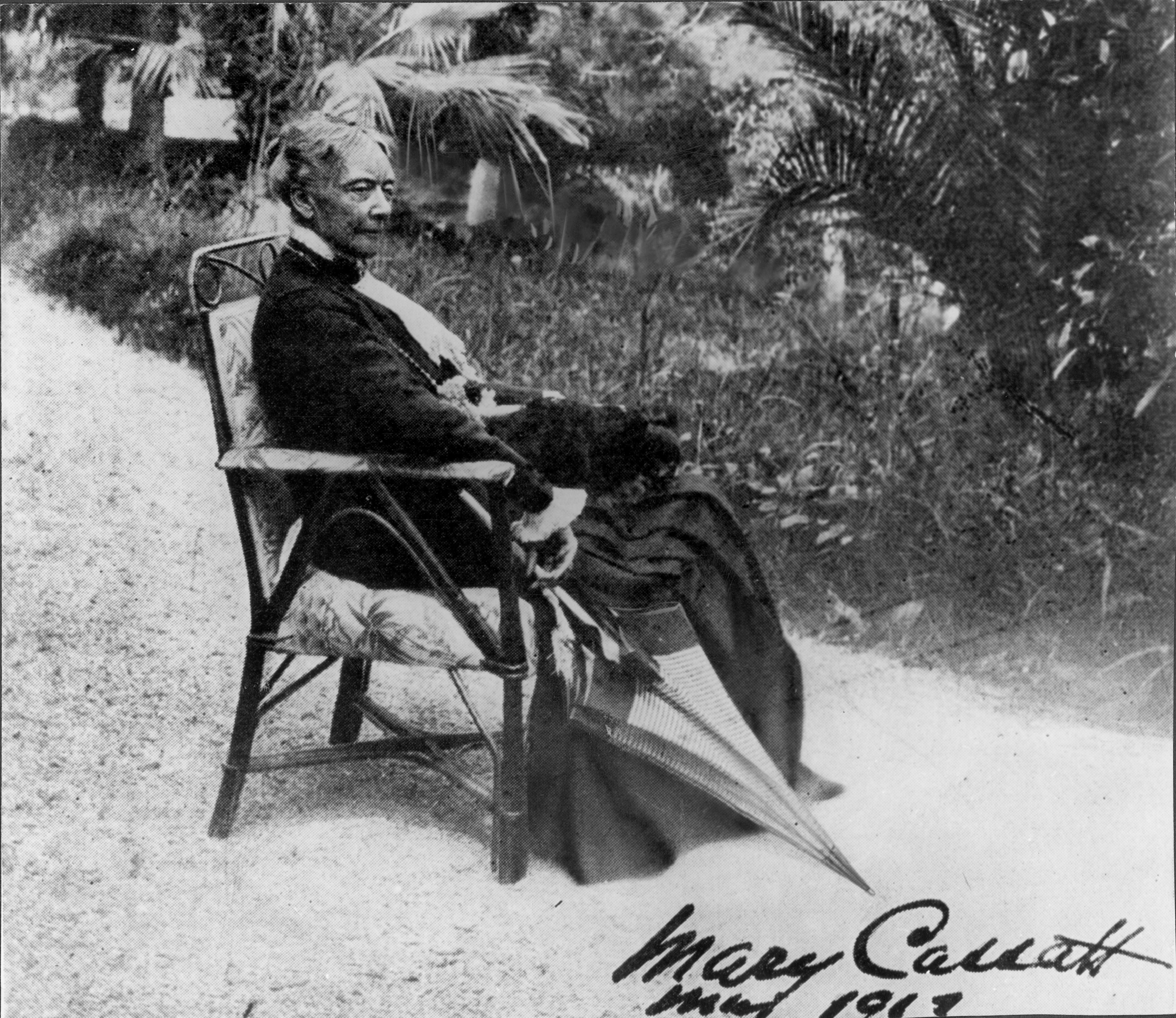
1913

Nacque ad Allegheny City, in Pennsylvania, località attualmente diventata parte dell'allora vicina Pittsburgh. Viene al mondo in una famiglia molto benestante e colta: suo padre, Robert Simpson Cassat (in seguito trasformato in Cassatt) è un ricco agente di cambio e mediatore di terreni mentre sua madre, Katherine Kelso Johnston, proviene da una famiglia di banchieri molto ricchi. Il cognome originale dei suoi avi era Cossart Mary è lontana cugina dell'artista Robert Henri. Ha sei tra fratelli e sorelle, due dei quali muoiono durante l'infanzia. La famiglia si trasferisce verso la costa orientale, prima a Lancaster, poi nella zona di Filadelfia, dove Mary inizia a frequentare la scuola all'età di sei anni.
Cresce in un ambiente che considera i viaggi come parte integrante della formazione; trascorre cinque anni in Europa, visitando molte delle capitali del continente, tra cui Londra, Parigi e Berlino. Mentre si trova all'estero impara il tedesco e il francese e prende le prime lezioni di musica e disegno. Il suo primo incontro con gli artisti francesi Ingres, Delacroix, Corot e Courbet avviene probabilmente durante l'Esposizione universale di Parigi del 1855. All'esposizione sono presenti con le loro opere anche Degas e Pissarro, che diventeranno colleghi e mentori della Cassatt.

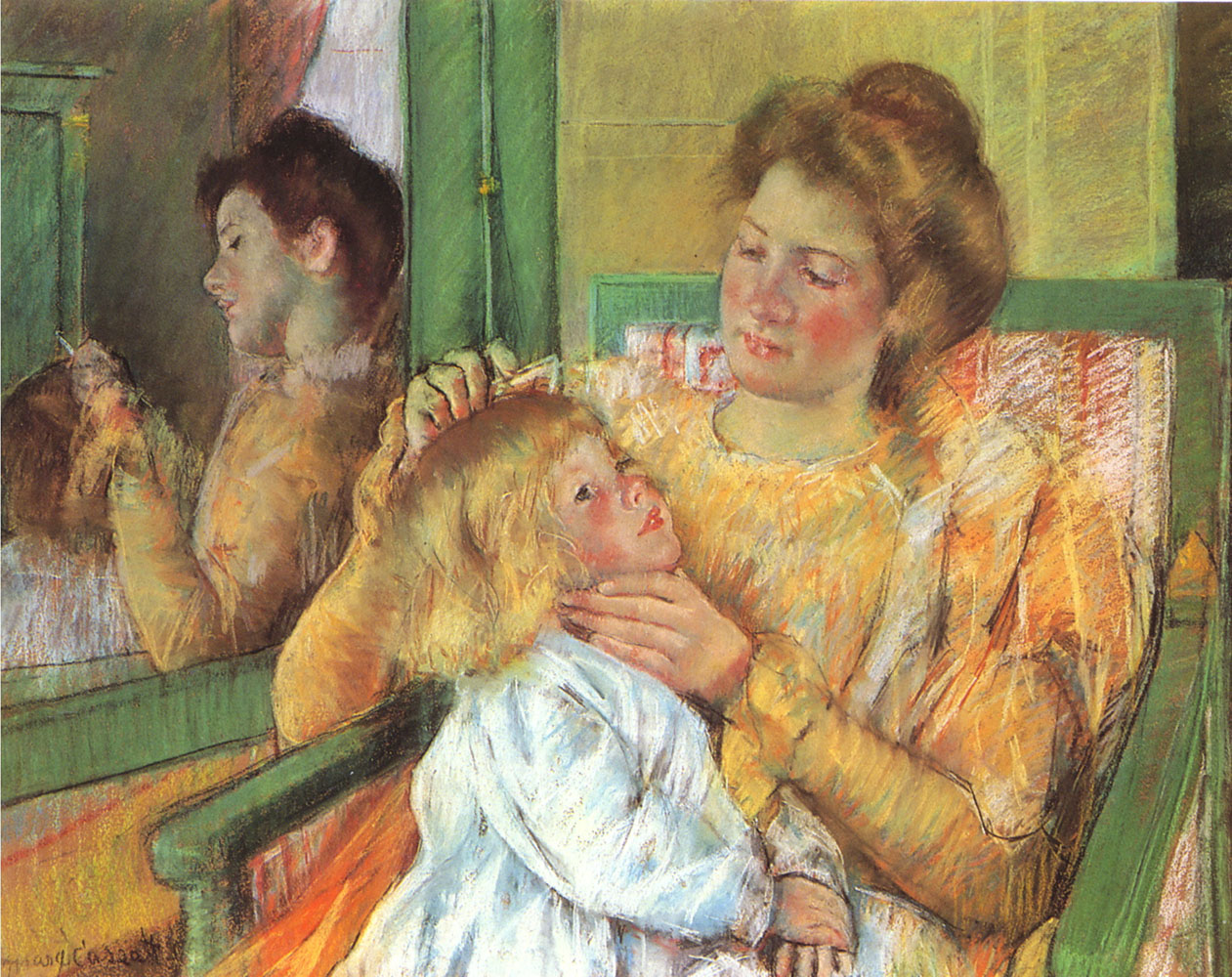
Mother Combing her Child's Hair, 1879, Brooklyn Museum

Nonostante la famiglia si opponga alla sua decisione di diventare un'artista professionista, Mary Cassatt inizia a studiare pittura presso la Pennsylvania Academy of the Fine Arts di Filadelfia quando ha solo quindici anni. Parte delle preoccupazioni dei suoi genitori probabilmente sono dovute al timore della possibilità che Mary finisca in contatto con idee di tipo femminista, nonché con lo stile di vita bohémien di alcuni degli studenti maschi. Anche se almeno un quinto degli allievi è composto da ragazze, la maggior parte di loro intende l'arte solo come una conoscenza in più che può arricchire la loro vita sociale: solo poche, come Mary, sono determinate a farne la propria professione. Cassatt continua gli studi durante il periodo della guerra di secessione. Tra i suoi compagni di corso c'è Thomas Eakins, che in seguito diventerà un direttore dell'Accademia piuttosto discusso.
Insofferente ai ritmi lenti degli studi e all'atteggiamento di superiorità nei suoi confronti degli studenti maschi e degli insegnanti, decide di studiare i grandi maestri europei da sola. Mary sceglie quindi d'interrompere il corso (che all'epoca comunque non garantiva alcun titolo) e, superando le obiezioni del padre, nel 1866 si trasferisce a Parigi, accompagnata dalla madre e da alcune amiche di famiglia. Dato che le donne non possono frequentare l'École des Beaux-Arts, prende lezioni private dagli insegnanti della scuola e viene accettata come allieva da Jean-Léon Gérôme, molto conosciuto per la sua raffinatissima tecnica di stampo accademico e i suoi dipinti ispirati a tematiche esotiche. Pochi mesi dopo Gérôme accetta come proprio allievo anche Eakins.

Little Girl in a Blue Armchair, 1878, National Gallery of Art

Cassatt inoltre esercita ulteriormente le proprie tecniche e capacità recandosi quotidianamente al museo del Louvre a copiare le opere esposte (dopo aver ottenuto un regolare permesso, procedura resasi necessaria per tenere sotto controllo il numero dei copisti, di solito donne sottopagate, che affollano le sale per fare copie dei quadri e venderle). Il museo funge anche da luogo d'incontro per le studentesse d'arte francesi e statunitensi alle quali, come alla Cassatt, non è consentito frequentare i café, dove invece si radunano gli esponenti dell'avanguardia dell'epoca. Proprio in questo modo la sua amica e collega Elizabeth Jane Gardner incontra e finisce per sposare il celebre pittore dell'Accademia William-Adolphe Bouguereau.
Verso la fine del 1866 entra a far parte del gruppo di allievi di Charles Chaplin, un noto artista di genere. Nel 1868 studia anche sotto la guida di Thomas Couture, pittore soprattutto di soggetti romantici e paesaggi urbani. Questi accompagnano spesso i propri studenti a gite in campagna, dove eseguono disegni dal vivo, specialmente dei contadini mentre si recano al lavoro. Sempre nel 1868 uno dei dipinti di Mary, da lei presentato con il nome di Mary Stevenson, Un suonatore di mandolino, viene accettato dalla giuria che effettua la selezione per il Salon di Parigi. L'opera segue lo stile romantico di Corot e Couture, ed è uno dei suoi soli due dipinti del primo decennio della carriera di cui si abbia oggi notizia.

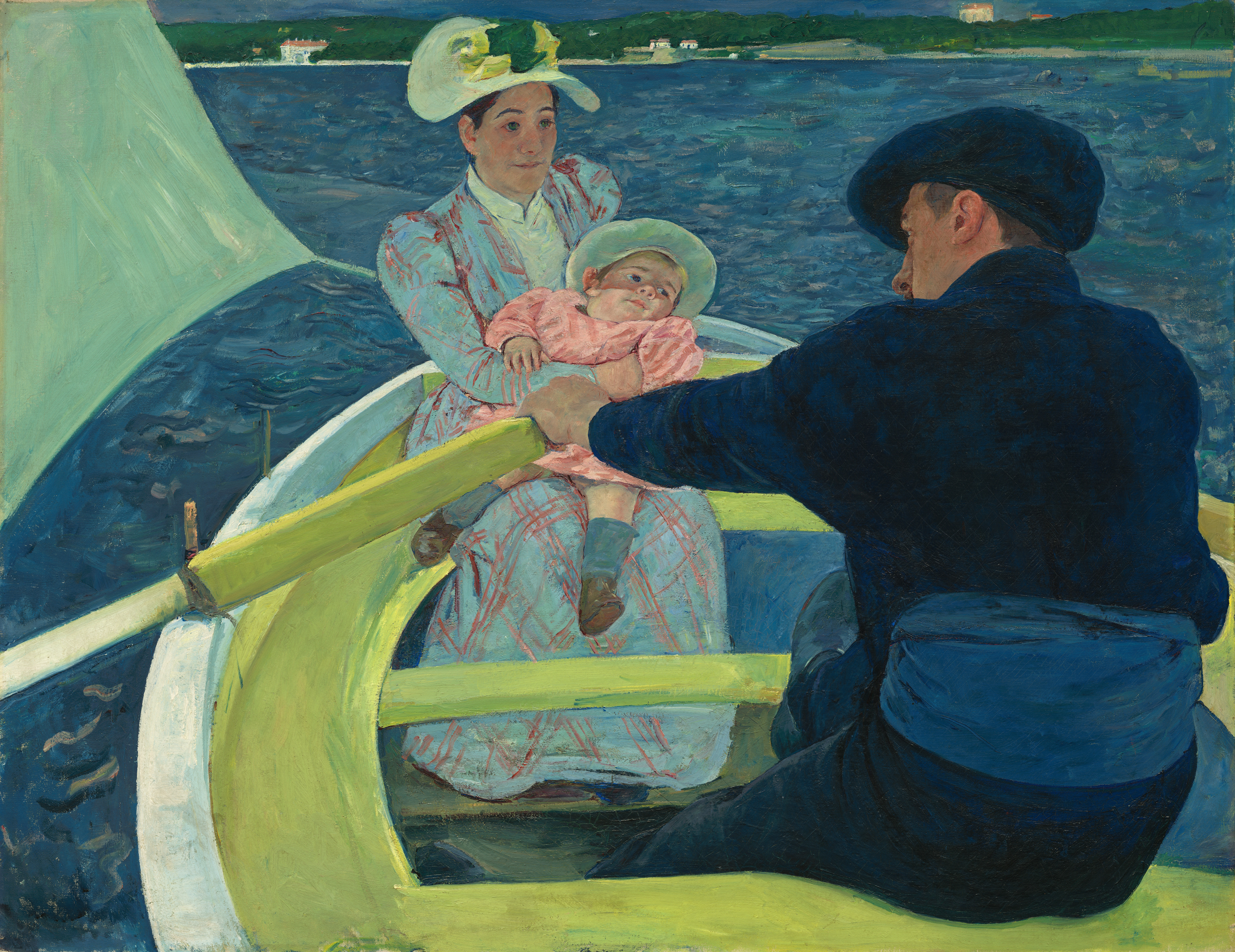
The Boating Party, Mary Cassatt, 1893–94, olio su tela, 90 x 118, National Gallery of Art, Washington

La scena artistica francese sta profondamente mutando, poiché artisti delle idee radicali come Courbet e Manet tentano di distaccarsi dalla tradizione accademica comunemente accettata; negli stessi anni si stanno affacciando sulla scena gli impressionisti. Eliza Haldman, un'amica della Cassatt in una lettera ai familiari scrive che gli artisti "stanno abbandonando lo stile dell'Accademia e ognuno cerca una nuova via, di conseguenza proprio adesso c'è una gran confusione". Mary Cassatt, invece, continua a lavorare secondo lo stile tradizionale, presentando i propri lavori al Salon per oltre dieci anni, ma con crescente frustrazione personale.
Rientrata negli Stati Uniti verso la fine dell'estate del 1870 - dal momento che stava scoppiando la guerra franco-prussiana - la Cassatt va a vivere con la famiglia ad Altoona. Il padre continua ad opporsi alla carriera che si è scelta, e si limita a finanziare le sue esigenze di base, ma non il materiale per poter dipingere. Riesce ad esporre due dipinti in una galleria d'arte di New York, dove trova molti ammiratori ma nessun acquirente. Nella residenza estiva della famiglia si trova quindi anche a corto di colori e prende in considerazione l'idea di abbandonare l'arte, poiché è decisa a riuscire a condurre una vita economicamente indipendente. In una lettera del luglio 1871 scrive: "Ho lasciato il mio studio e abbandonato il ritratto di mio padre, non ho toccato un pennello per sei settimane e non lo farò più fino a che non vedrò qualche possibilità di tornare in Europa. Sono molto impaziente di andare ad ovest il prossimo autunno e trovare un lavoro, ma non ho ancora deciso dove". Va a Chicago in cerca di fortuna, ma finisce per perdere molti dei suoi dipinti nel grande incendio del 1871. Poco tempo dopo il suo lavoro attira l'attenzione dell'arcivescovo di Pittsburgh che le commissiona due copie di dipinti del Correggio che si trovano a Parma, in Italia e le anticipa una somma di denaro sufficiente per coprire le spese di viaggio e parte del soggiorno. In preda all'eccitazione scrive: "O, come sono bramosa di mettermi al lavoro, le dita mi prudono e gli occhi mi si inumidiscono al pensiero di vedere nuovamente un bel dipinto." Parte quindi di nuovo per l'Europa insieme a Emily Sartain, una giovane artista come lei, proveniente da una famiglia di artisti di Filadelfia.

## L'incontro con l'impressionismo

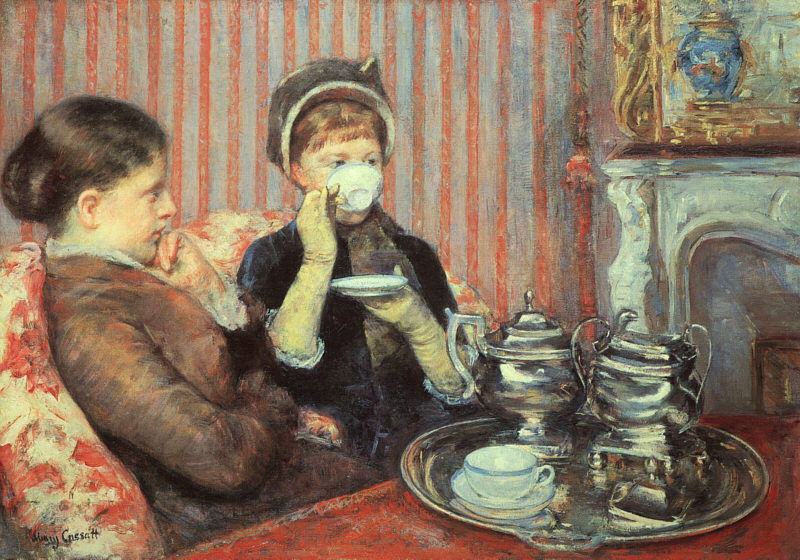
Il tè delle cinque, Mary Cassatt, 1880, olio su tela, Museum of Fine Arts, Boston

Nell'autunno 1871, solo pochi mesi dopo il suo ritorno in Europa, le prospettive per Mary Cassatt migliorano decisamente. Il suo Due donne che lanciano fiori durante il Carnevale ottiene una buona accoglienza al Salon del 1872 e trova un acquirente. Trova un'accoglienza ancor più calorosa a Parma, dove viene sostenuta e incoraggiata dalla comunità artistica locale: "Tutta Parma parla di Miss Cassatt e tutti sono impazienti di conoscerla".
Dopo aver portato a termine il lavoro affidatole dall'arcivescovo, Mary fa un viaggio a Madrid e Siviglia, dove realizza un gruppo di dipinti dal soggetto tipicamente spagnolo, tra cui Ballerina spagnola che indossa una mantilla di pizzi (1873). Nel 1874 decide di fissare la propria residenza in Francia. Viene raggiunta dalla sorella Lydia e condivide un appartamento con lei. Cassatt continua a criticare la politica del Salon e il gusto convenzionale che resta prevalente in quell'istituzione. I suoi commenti sono piuttosto schietti, come riporta la Sartain, che scrive: "le sue critiche sono sempre taglienti e sarcastiche, snobba tutta l'arte moderna, disprezza i dipinti che si trovano al Salon di Cabanel, Bonnat e di tutti i nomi che siamo abituati a rispettare". Mary vede che le opere delle artiste sono spesso tolte e rifiutate con disprezzo, a meno che l'artista stessa non abbia un amico o un protettore all'interno della giuria, e lei non è disposta a flirtare con i giurati per ottenerne favori. Il suo cinismo cresce quando uno dei due dipinti che ha proposto nel 1875 viene respinto dalla giuria solo per essere ammesso l'anno successivo dopo che ne aveva reso più scuro il fondale. Litiga con la Sartain che pensa che Mary parli troppo e sia troppo egocentrica, e alla fine le due amiche dividono le loro strade. Cassatt decide che è meglio allontanarsi dalla pittura di genere e dedicarsi a soggetti più alla moda, per cercare di attirare commissioni per ritratti da parte della comunità statunitense all'estero, ma il tentativo inizialmente dà pochi frutti.

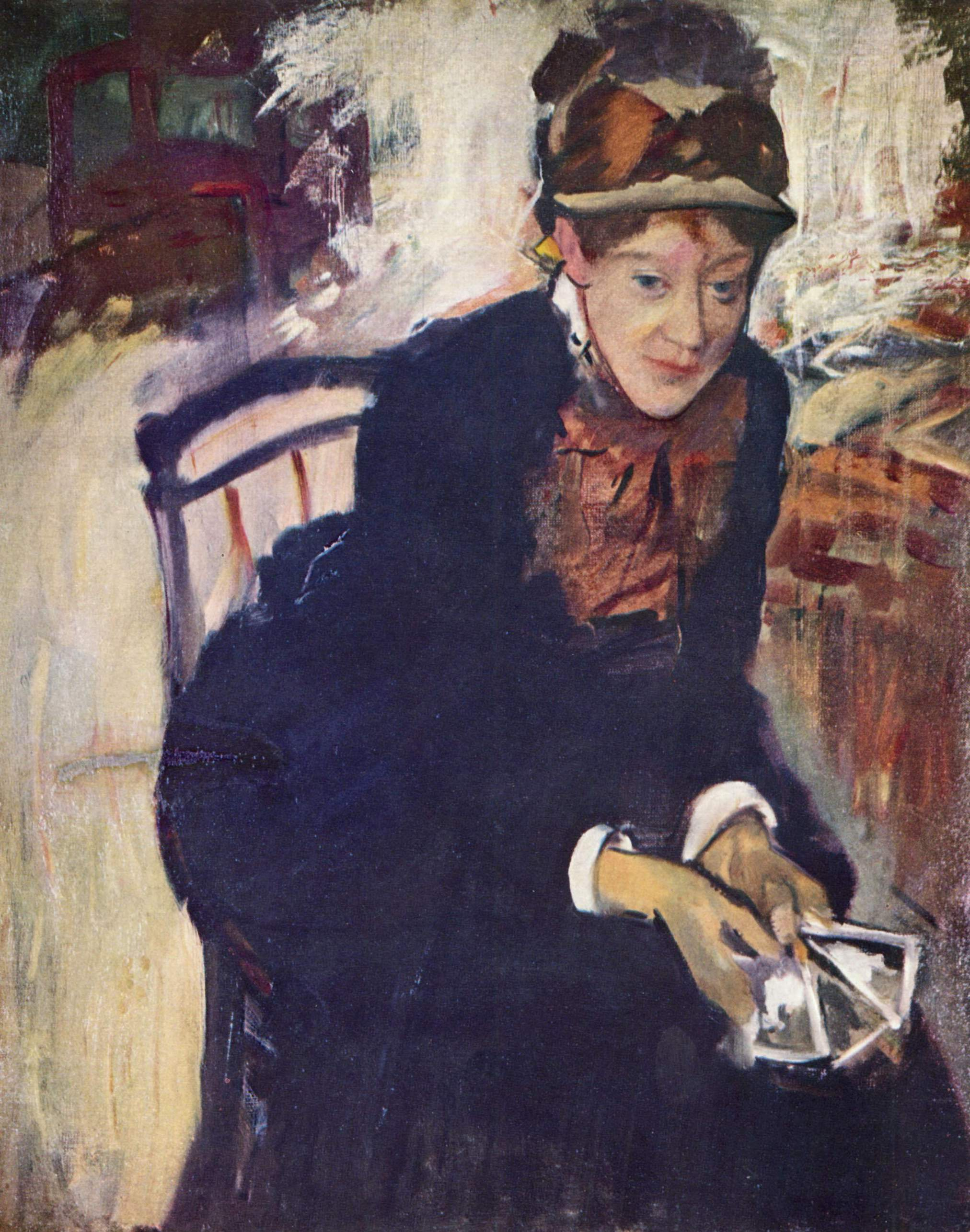
Edgar Degas, Ritratto di Miss Cassatt, seduta, con le carte in mano, circa 1876-1878, olio su tela

Nel 1877 entrambe le sue opere vengono rifiutate e per la prima volta dopo sette anni non ha alcun dipinto esposto al Salon. In questo momento molto critico della sua carriera viene invitata da Edgar Degas a mostrare i suoi lavori agli impressionisti, un gruppo di artisti che ha iniziato nel 1874 ad organizzare delle mostre indipendenti delle loro opere, con buon successo di pubblico. Gli impressionisti (noti anche come gli Indipendenti o Intransigenti) non si riconoscono in alcun "manifesto" formale, e differiscono notevolmente tra loro sia per i temi trattati che per la tecnica impiegata. Tendono a preferire la pittura all'aria aperta e ad applicare il colore con singole pennellate, mischiando poco i colori prima di metterli sulla tela, tecnica che permette all'occhio di percepire il risultato in maniera impressionistica. Il gruppo è nel mirino della critica ufficiale già da diversi anni. Henry Bacon, un amico di famiglia dei Cassatt, pensa che gli impressionisti siano così radicali nella loro pittura da essere "afflitti da qualche malattia della vista finora sconosciuta". Tra gli Impressionisti c'è già un'artista donna, Berthe Morisot, che diventa amica oltre che collega di Mary.

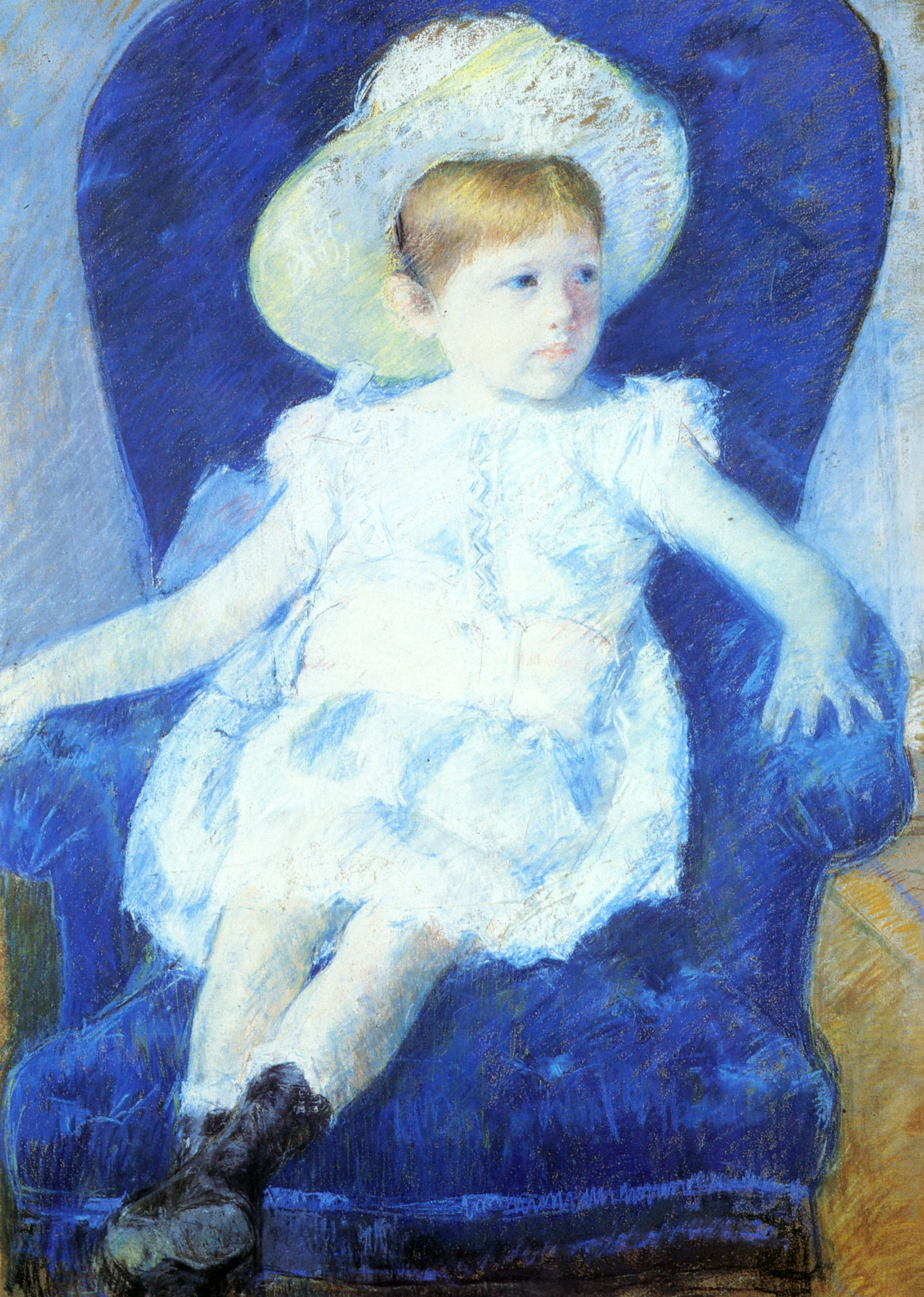
Elsie in a Blue Chair, 1880

Cassatt ammira Degas, i cui pastelli l'hanno profondamente colpita quando li ha visti nel 1875 nella vetrina di un gallerista. In seguito ricorderà: "Ero solita schiacciare il naso contro quella vetrina e assorbirne tutto quello che potevo della sua arte. Questo ha cambiato la mia vita. In quel momento ho visto l'arte come volevo che fosse." Accetta quindi l'invito di Degas con entusiasmo e comincia a preparare dipinti per la successiva esposizione impressionista, in programma per il 1878 e che, dopo un rinvio dovuto all'esposizione universale, inizia il 10 aprile 1879. Con gli impressionisti si sente a proprio agio e aderisce alla loro causa con passione, dichiarando "stiamo sostenendo una lotta impari e dobbiamo radunare tutte le forze". Dato che non può frequentare i café come i colleghi senza attirare attenzioni sgradevoli, li incontra in privato e alle mostre. Conta di raggiungere il successo commerciale, vendendo i dipinti ai parigini sofisticati che prediligono l'avanguardia. Nei due anni trascorsi il suo stile ha guadagnato in spontaneità. Mentre prima lavorava sempre in uno studio, ora ha preso l'abitudine di portare con sé un album per gli schizzi quando si trova all'aria aperta o a teatro, e di abbozzarvi le scene che vede.
Nel 1877 viene raggiunta a Parigi dai suoi genitori, che ritornano con la sorella Lydia. Mary apprezza la loro compagnia, dal momento che né lei né Lydia si sono sposate. Mary ha ben presto stabilito che il matrimonio sarebbe stato incompatibile con la carriera. Lydia, che ha spesso fatto da modella per la sorella, è però spesso malata e la sua morte, nel 1882, lascia Mary per un certo periodo incapace di lavorare per il dolore.
Il padre insiste a sostenere che i costi per lo studio e le sue spese dovrebbero essere coperti dalla vendite, che però sono ancora magre. Spaventata dall'idea di dover dipingere opere di scarso valore per far quadrare i conti, Mary s'impegna a fondo per realizzare quadri di qualità per la successiva esposizione impressionista. Tre dei suoi migliori lavori del 1878 sono Ritratto dell'artista (autoritratto), Bimba su una poltrona blu e Leggendo le Figaro (ritratto di sua madre).

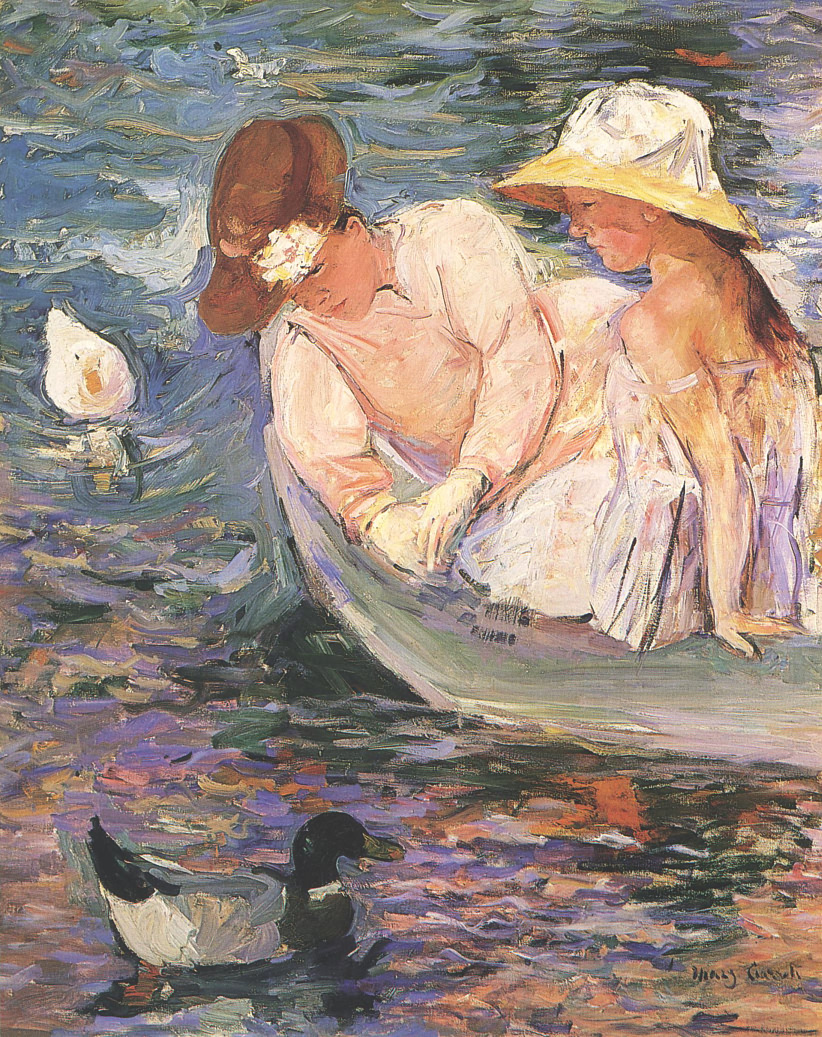
Summertime, Mary Cassatt, circa 1894, olio su tela

Degas esercita una notevole influenza su Mary, che diventa molto abile nell'uso dei pastelli, finendo per realizzare molti dei suoi lavori più importanti con questa tecnica. Degas le fa anche realizzare le prime opere all'acquaforte, tecnica nella quale è riconosciuto un maestro. I due lavorano fianco a fianco per un certo periodo, e la tecnica di disegno di Mary migliora notevolmente sotto la guida dell'artista francese. Lui la ritrae in una serie di incisioni all'acquaforte che immortalano le loro visite al Louvre. Lei prova dei sentimenti molto forti nei suoi confronti, ma ha imparato a non aspettarsi troppo dalla sua natura volubile e capricciosa. Il sofisticato ed elegante Degas, allora quarantacinquenne, diventa così ospite frequente e gradito delle serate a casa Cassatt.
L'esposizione impressionista del 1879 ottiene il successo maggiore tra quelle fino ad allora organizzate, nonostante le assenze di Renoir, Sisley, Manet e Cézanne, che stavano cercando ancora una volta di ottenere il riconoscimento del Salon. Grazie agli sforzi di Gustave Caillebotte, che ha organizzato e finanziato la mostra, il gruppo di artisti riesce ad ottenere un buon guadagno e a vendere molti dipinti, anche se le critiche continuano ad essere dure come al solito. La Revue des Deux Mondes scrive: "Il Sig. Degas e la Signorina Cassatt sono tuttavia i soli artisti che si distinguono... e che offrono qualche motivo di richiamo e giustificazione in una pretenziosa esposizione di allestimenti per vetrine e scarabocchi infantili."
Mary espone undici lavori, tra i quali La Loge. Anche se alcuni critici sostengono che i colori da lei usati siano troppo accesi e che i suoi ritratti siano eseguiti in maniera troppo accurata per compiacere i committenti, il suo lavoro non viene massacrato come quello di Monet, all'epoca considerato il peggiore tra tutti gli Impressionisti. La pittrice impiega la sua parte dei guadagni per acquistare per sé un'opera di Degas e una di Monet. Continua ad esporre alle successive mostre degli Impressionisti del 1880 e del 1881, rimanendo parte attiva del circolo fino al 1886. In quell'anno Mary prepara due dipinti per la prima esposizione impressionista negli Stati Uniti, organizzata dal mercante d'arte Paul Durand-Ruel. La sua amica Louisine Elder nel 1883 aveva sposato Harry Havemeyer e, su consiglio di Mary, la coppia inizia a collezionare opere impressioniste. Gran parte della loro vasta collezione oggi si trova al Met di New York. In questo periodo realizza diversi ritratti dei membri della sua famiglia, uno dei più noti dei quali è Ritratto di Alexander Cassatt e di suo figlio Robert Kelso (1885).
Il suo stile si evolve e si distacca dall'impressionismo in favore di un approccio alla pittura più semplice e diretto. Mary inizia anche ad esporre le proprie opere nelle gallerie di New York. Dopo il 1886 non si identifica più con alcun movimento artistico, sperimentando invece una varietà di tecniche diverse.

## Il prosieguo della carriera
La popolarità di Mary Cassatt è principalmente dovuta ad una lunga serie di dipinti e stampe sul tema della madre con il figlio, realizzate con un tratto rigoroso, in cui i soggetti sono visti con tenerezza ma senza mai sconfinare nell'eccessivo sentimentalismo. La sua prima opera con tale tema di cui conosciamo la data è la puntasecca Gardner Held by His Mother (una copia datata gennaio/88 si trova alla New York Public Library), anche se in precedenza aveva già dipinto qualche opera simile. Alcuni di questi lavori ritraggono i suoi parenti, amici o clienti, anche se negli anni successivi generalmente si serve di modelli professionisti per realizzare composizioni che spesso ricordano le Madonne con il bambino tipiche del Rinascimento italiano. Dopo il 1900 si concentra quasi esclusivamente su questo tipo di soggetto.
Nel 1891 realizza una serie di stampe a puntasecca e acquatinta originali e colorate, tra cui Woman Bathing e The Coiffure, ispirate alle opere dei maestri giapponesi che erano state esposte a Parigi l'anno precedente. Mary è attratta dalla semplicità e dalla trasparenza delle forme dell'arte giapponese e dall'abilità con cui vengono impiegati i gruppi di colori. Interpretandoli a suo modo, si serve soprattutto di colori a pastello delicati e luminosi, evitando invece il nero (un colore proibito tra gli impressionisti). Adelyn Breeskin, dello Smithsonian Institution, osserva che queste stampe a colori "adesso si presentano come la sua produzione più originale... aggiungendo un nuovo capitolo alla storia delle arti grafiche... tecnicamente, come stampe a colori, non sono mai state superate."

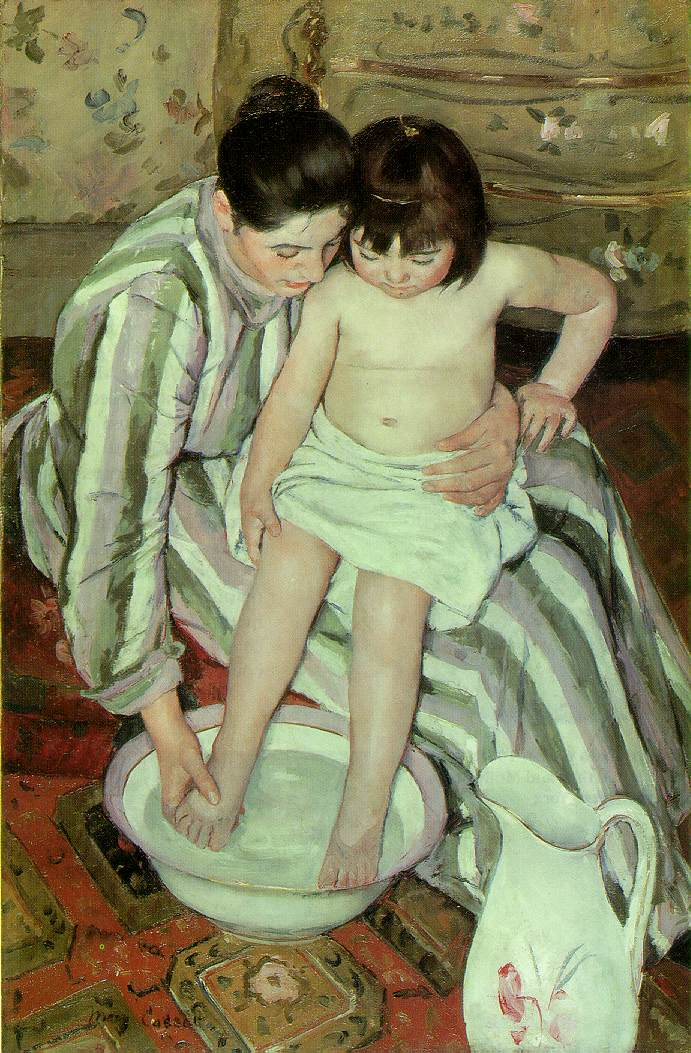
The Child's Bath (The Bath), Mary Cassatt, 1893, olio su tela, Art Institute of Chicago

Il decennio che va dal 1890 al 1900 è il momento più creativo della carriera di Mary, e quello in cui lavora di più. È molto maturata ed ha imparato a manifestare le proprie opinioni in maniera più diplomatica e meno tagliente. Diventa anche un modello per dei giovani artisti statunitensi che chiedono i suoi consigli. Tra questi Lucy A. Bacon, che Mary presenta a Camille Pissarro. Anche se il gruppo degli Impressionisti si è ormai sciolto, Mary resta comunque in contatto con alcuni di loro, tra cui Renoir, Monet e Pissarro. Con l'arrivo del nuovo secolo diventa la consigliera di parecchi tra i principali collezionisti d'arte, ponendo come condizione che alla fine questi donassero le loro acquisizioni ai musei statunitensi. Anche se i suoi consigli sono ritenuti preziosi dai collezionisti, nel suo paese un vero riconoscimento del valore della sua arte tarda ad arrivare. Anche tra i membri della sua famiglia non è molto considerata ed è messa completamente in ombra dalla fama di suo fratello.
Il fratello di Mary, Alexander Cassatt (presidente delle Ferrovie della Pennsylvania dal 1899 fino alla sua morte) scompare nel 1906. Mary ne resta scossa, poiché erano molto legati, ma continua comunque ad essere molto attiva fino al 1910. In questi anni nel suo lavoro si nota un crescente sentimentalismo; le sue opere sono popolari tra il pubblico e tra la critica, ma non sperimenta più nuove strade, e i suoi colleghi impressionisti, che una volta la stimolavano con le loro critiche, muoiono uno dopo l'altro. Non apprezza affatto le nuove correnti artistiche come il post-impressionismo, il fauvismo e il cubismo.
Un viaggio in Egitto fatto nel 1910 entusiasma Mary grazie alla bellezza delle antiche opere d'arte che vede, ma subito dopo l'artista viene colta da una crisi creativa; non solo stanchissima per il viaggio, si dichiara anche "schiacciata dalla potenza della sua arte" dicendo "Ho lottato contro di lei, ma mi ha conquistato, è senza dubbio la più grande forma d'arte che il passato ci abbia lasciato... come possono le mie deboli mani dipingere l'effetto che ha avuto su di me." Nel 1911 si ammala di diabete, reumatismi, nevralgia e cataratta: per un periodo non rallenta il suo lavoro, ma dopo il 1914 è costretta a smettere di dipingere perché è diventata quasi cieca. Ha comunque la forza di abbracciare la causa del voto alle donne e, nel 1915, presenta 18 opere ad un'esposizione organizzata per supportare il movimento.
Muore il 14 giugno 1926 a Château de Beaufresne, vicino a Parigi, e viene sepolta nella tomba di famiglia a Mesnil-Théribus.
In segno di riconoscimento per il suo contributo alle arti la Francia, nel 1904, l'aveva premiata con la Legion d'onore.
Alla sua figura è stata dedicata un film tv Mary Cassatt: An American Impressionist di Richard Mozer (1999).

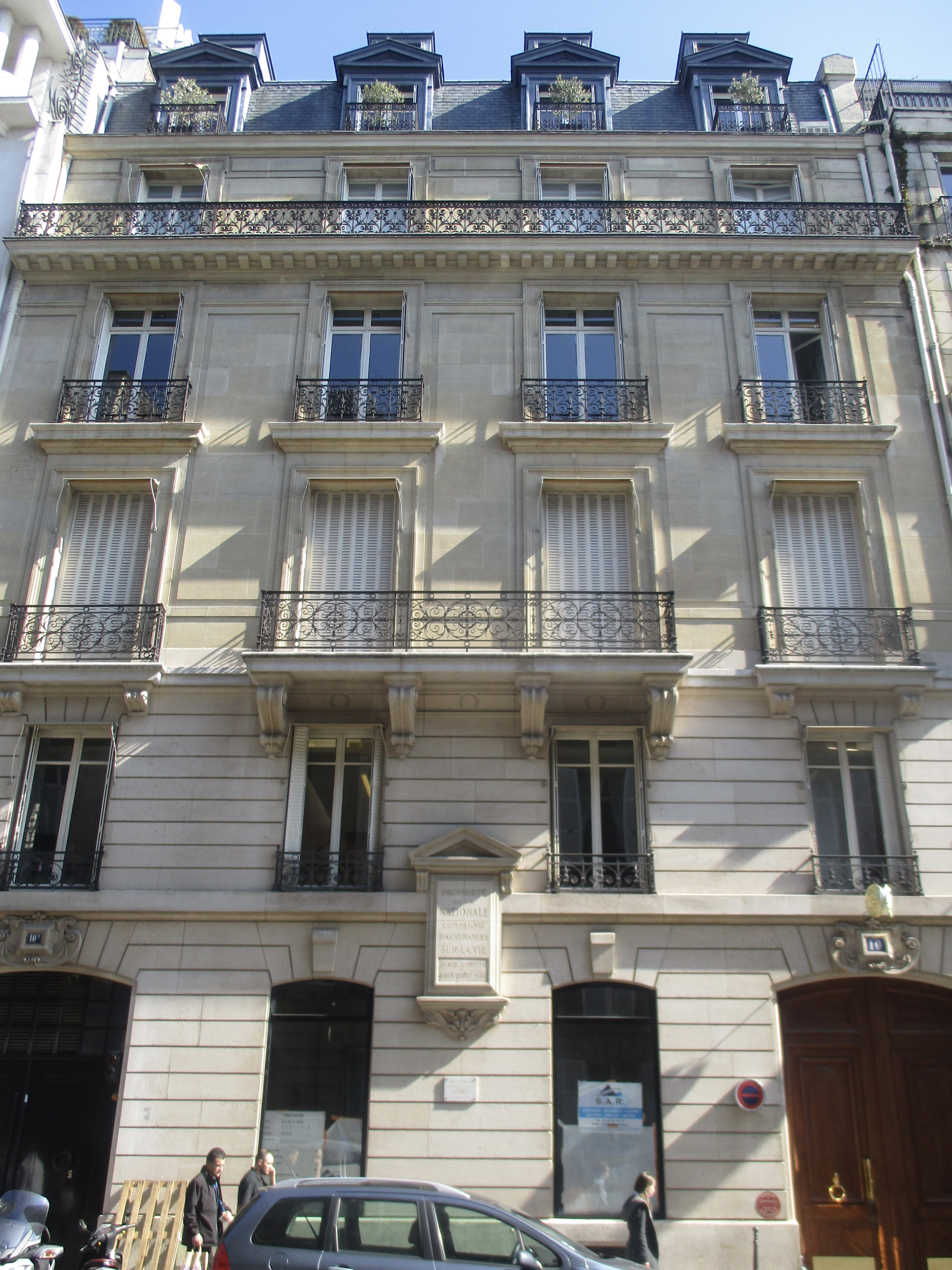
Palazzo rue de Marignan (Parigi) dove Mary Cassatt abitò fino alla morte
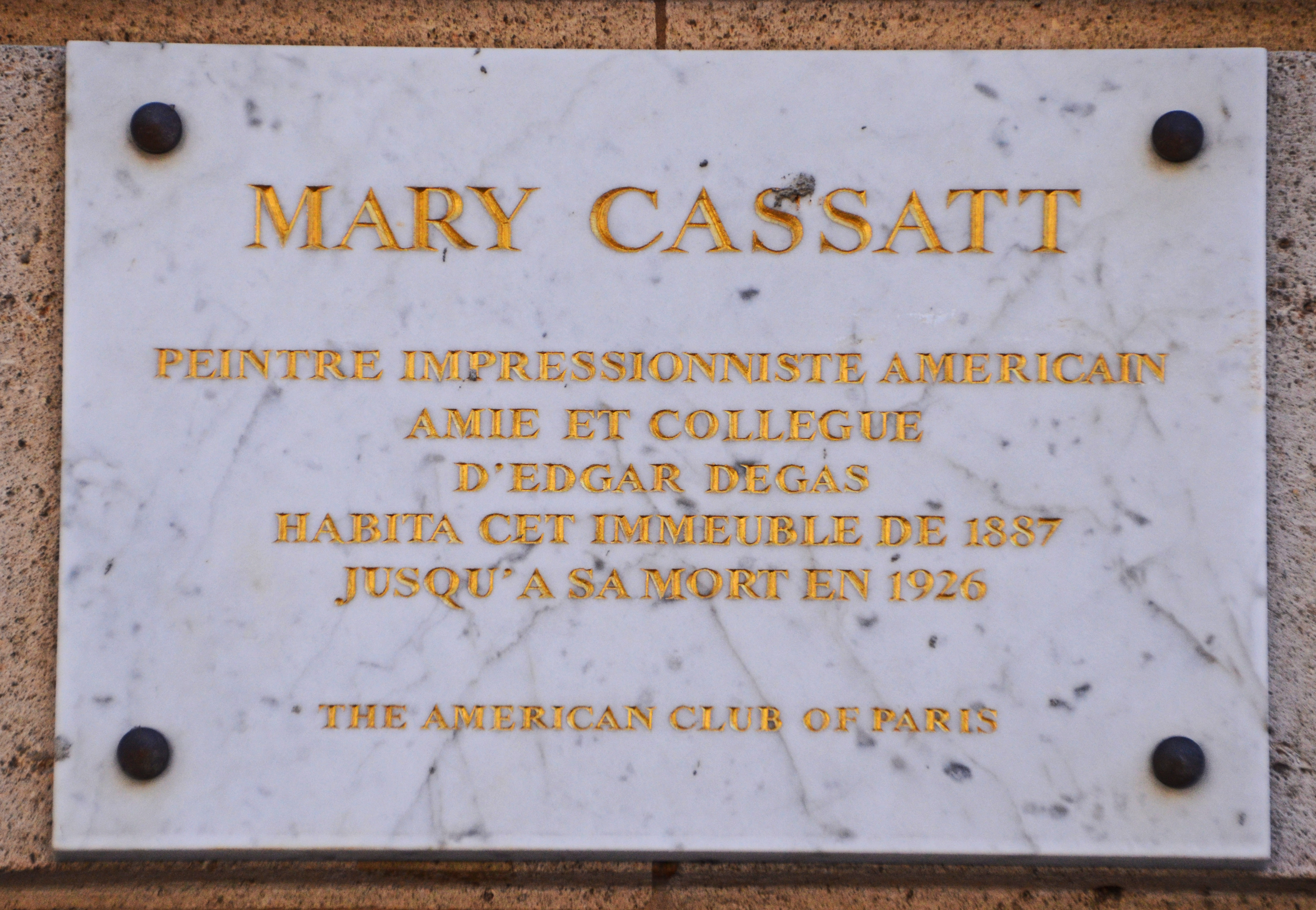
Targa al 10 rue de Marignan

## Opere celebri
- La lettura del Figaro (1878)
- Bimba su una poltrona blu (1878)
- Il tè delle cinque (1880)
- Giovani donne nel palco (1882)
- Bambina che si sistema i capelli (1886)
- Donna al bagno (1890-1891)
- L'acconciatura (1890-1891)
- La calza - The stocking (1891), Museo Gulbenkian, Lisbona